# Tunjur
Tunjur fou un estat que va existir al Darfur cap als segles XIV al XVI, a l'àrea al nord de Jabal Murra. Estan molt repartits en petites comunitats per tot el Darfur. La seva llengua original s'ha perdut i parlen la llengua del poble amb el que viuen, fur, zaghawa (beri-a) o àrab.
Els orígens dels tunjurs són desconeguts encara que ells mateixos s'atribueixen origen àrab dels Banu Hilal (al nord d'Àfrica coneguts com a hilàlides). El més probable és una relació amb la Núbia cristiana però alguns els suposen derivats dels amazics zenata. Van ser substituïts pacíficament a la primera part del segle xvii per la dinastia Keira que va fundar el sultanat de Dar Fur.
Els principals caps dels tunjur són: 
- El malik de Dar Hamra, al sud de Kutum.
- El malik d'Inga (Inqa) a la rodalia de Fata Borno.
- El malik de Korma (àrea de Korma o Dar Mala).
- El malik of Dar Farok, al nord de Kutum.
- El malik de Dar Kiriban, entre Al Fashir i Mellit.
- I el shartay de Jabal Hurayz, a l'àrea de Shangal Tobay i Dar al-Salam